# رونیپارا
رونیپارا (به لاتین: Ronipara) یک منطقهٔ مسکونی در بنگلادش است که در ناحیه بندربان واقع شده‌است.